# Saúl Calandra
Saúl Horacio Calandra (La Plata, 22 de octubre de 1904 - General Pinto, 13 de mayo de 1973) fue un futbolista argentino que se desempeñaba como centrehalf (volante central) o como back (zaguero). 

## Características técnicas
Saúl Calandra era un jugador que se caracterizaba por su gran contextura y resistencia física, y fue por ello apodado "el Toro". Alternó entre los puestos de volante central y defensor central. Se destacaba por su capacidad de marca, su habilidad para interrumpir el juego rival y organizar el juego de su equipo.

## Carrera
Jugó en la primera división de Estudiantes de La Plata entre 1922 y 1929 e integró diversos combinados locales, provinciales y nacionales. Entre ellos, se destaca el seleccionado que participó en los Juegos Olímpicos de Ámsterdam 1928, donde Argentina obtuvo la medalla de plata tras caer en la final ante Uruguay.
En dicho certamen, Calandra jugó sólo parte del primer partido frente a Estados Unidos el 30 de mayo de 1928, pues debió abandonar el campo de juego tras lesionarse una rodilla. Tal dolencia lo obligó a un temprano retiro de la actividad futbolística, a fines de 1929.

## Vida Personal
Saúl Calandra era hermano de Jorge Alberto Calandra, quien jugó en Estudiantes de La Plata entre 1918 y 1920 y fue dirigente de la institución. 

## Palmarés

### En la Selección Nacional
Argentina (ARG)
Juegos Olímpicos de Ámsterdam 1928